# Eva Moosbrugger

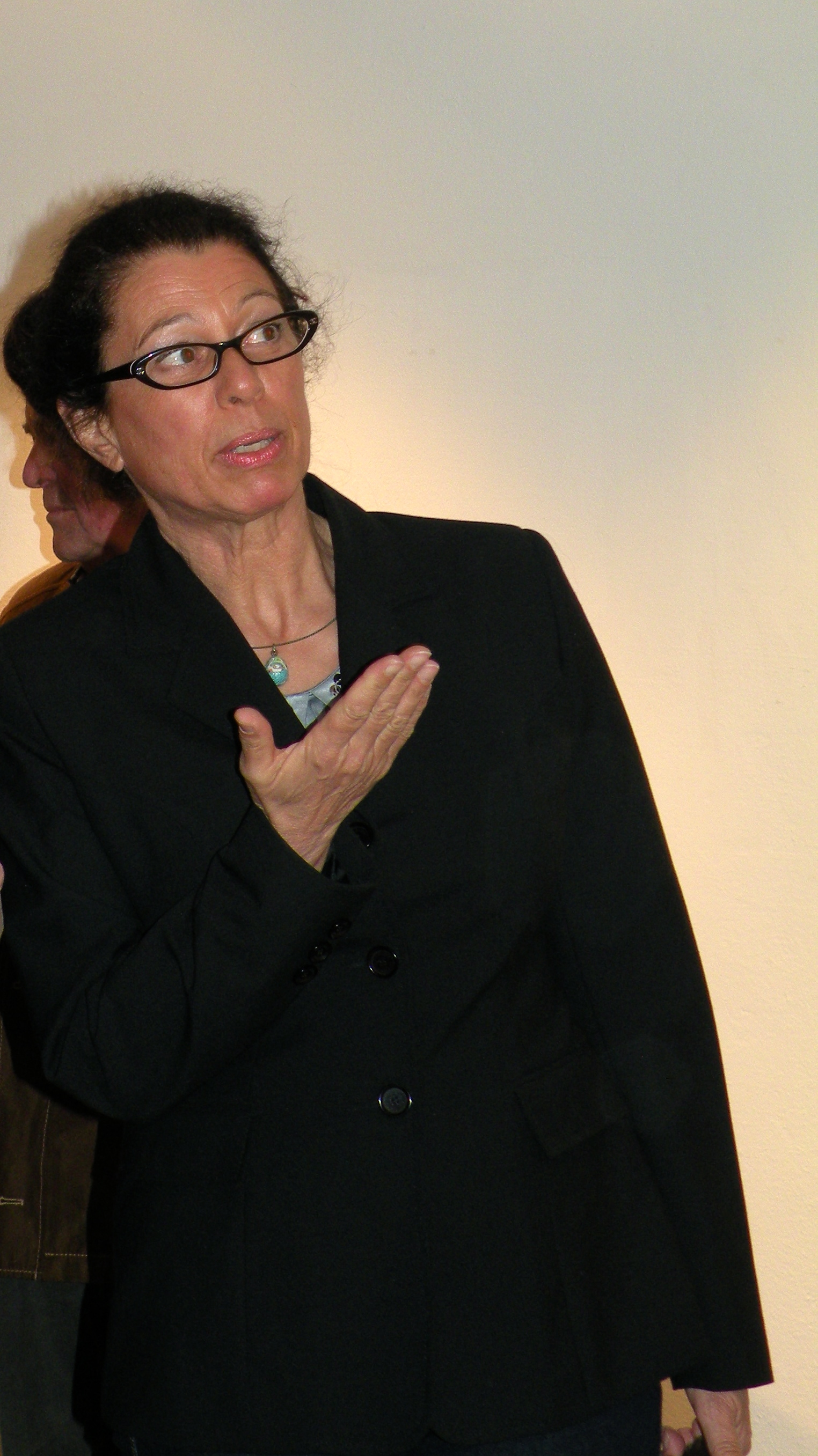
Eva Moosbrugger (März 2012)

Eva Moosbrugger (* 11. April 1957 in Stuttgart) ist eine österreichische Malerin und Bildhauerin.

## Leben und Ausbildung
Die in Stuttgart geborene Künstlerin ist in Dornbirn und Zürich aufgewachsen und arbeitet in Dornbirn und Venedig. Sie studierte ab 1974 verschiedene Mal- und Materialtechniken und beteiligte sich ab 1981 an mehreren Ausstellungen in Europa, den USA und Japan.
1984 gelang ihr der Übergang zur dreidimensionalen Kunst mit Wand- und Rauminstallationen aus Holz, Eisen, Beton und Stein und ab 1985 beschäftigte sie sich intensiv mit Raku-Keramik, wobei sie keramische Objekte in ihre Installationen integrierte. Seit 1988 ist sie freischaffende Künstlerin und hat mehrfach private und öffentliche Arbeits- und Reisestipendien in Anspruch genommen und an internationalen Symposien und Konferenzen teilgenommen.
1989 begann sie mit der Steinbildhauerei und besuchte 1992 die Sommerakademie Salzburg, wo sie einen ihrer Lehrer, Jim Dine, kennenlernte und sich mit Zeichnungen beschäftigte. 1995 folgten erste Arbeiten mit Glas. 2009 gelangen ihr erste großformatige Arbeiten aus geschweißtem Stahl und gegossener Bronze.
Die zuletzt in mehreren Ausstellungen gezeigten „Friendly Thoughts“ zeigen den eigenen Angaben der Künstlerin zufolge die Verkörperung eine dreidimensionale Übersetzung der Gedanken der Künstlerin in Form von Skulpturen aus Glas und vermitteln so ihre positiv besetzten Gedanken in den unterschiedlichsten Variationen.

## Ausstellungen
- 4. Triennale der Skulptur in Bad Ragaz und Vaduz, 2009[3]
- European Glass Context, Museum of the Art, Bornholm, Dänemark 2008.

## Werke
Ihre Werke sind in folgenden Sammlungen vertreten:
- Staatliche Museen zu Berlin, Deutschland
- Glasmuseet Ebeltoft, Dänemark
- Glasmuseum Frauenau, Deutschland
- Bundeskanzleramt Wien, Österreich
- Vorarlberger Landesmuseum, Österreich
- Stadt Dornbirn, Österreich
- Stiftung Würth, Deutschland
- Sammlung Uwe Holy, Schweiz